# Sanctuaire du Martyre de Haemi
Le sanctuaire du Martyre de Haemi (en coréen : 해미순교성지) est un ensemble de bâtiments religieux situé en Corée du Sud dans le bourg rural de Haemi (ko) sis dans la municipalité de Seosan, auquel l’Église catholique donne le statut de sanctuaire international depuis 2020,. Il est rattaché au diocèse de Daejeon.

## Historique

### Persécutions
À plusieurs occasions au XIXe siècle, la dynastie Joseon persécute les catholiques de Corée. Haemi est alors une importante base militaire — jusqu’à 1 500 hommes —, et même si le pouvoir politique s’est déplacé de la ville, la zone sous son contrôle reste très étendue — notamment pour la surveillance des côtes.
Les premiers martyrs catholiques de Haemi recensés sont exécutés le 9 janvier 1800. Entre 1866 et 1872, lors de ce que l’on appelle les persécutions de Byeongin (ko), plus d’un millier de catholiques des régions avoisinantes sont regroupés à la forteresse de Haemi (ko), où ils sont soit exécutés soit enterrés vivants.

### Sanctuaire

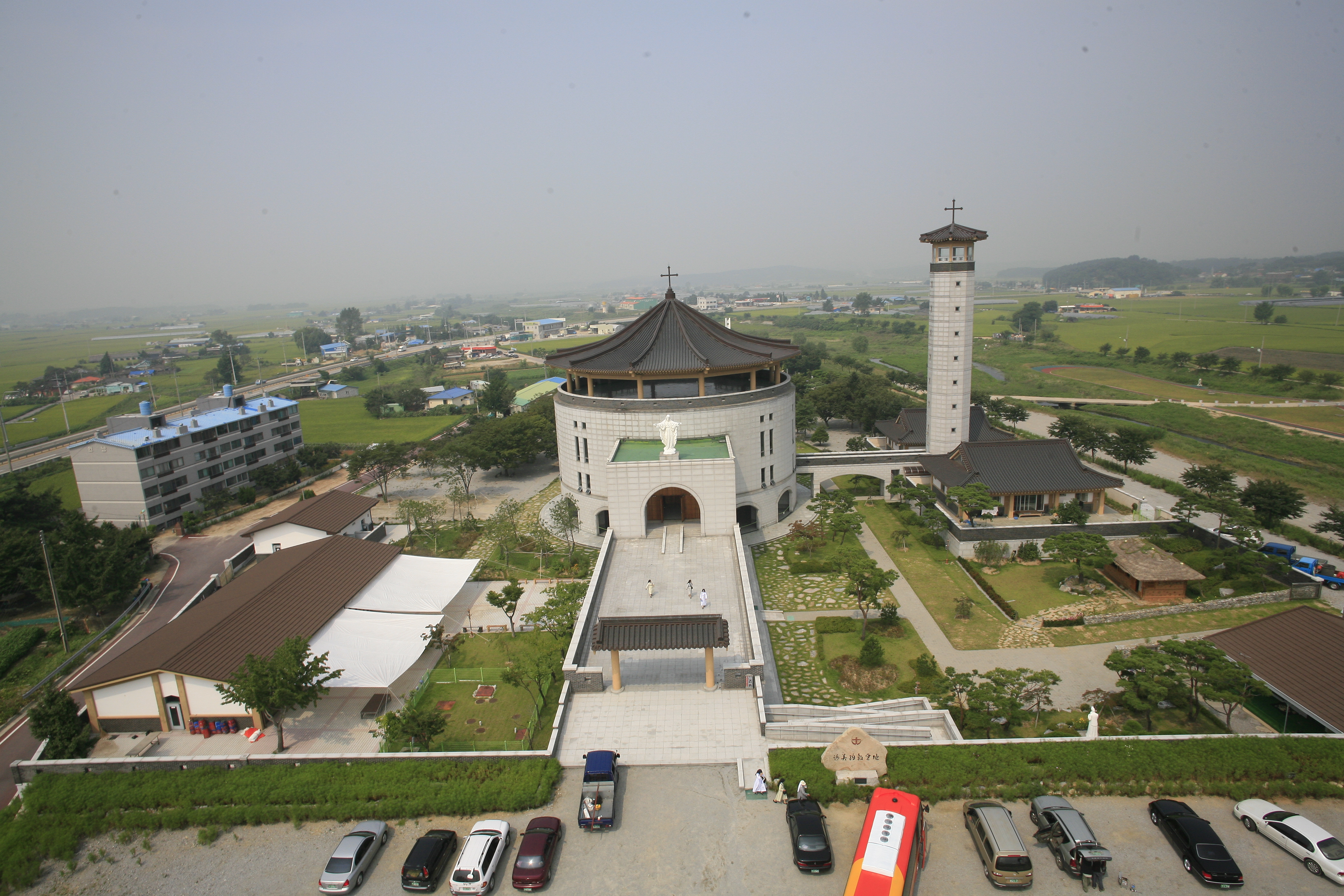
Vue aérienne du sanctuaire.

En 1935, des fouilles sont effectuées par les catholiques pour estimer l’ampleur et l’horreur des persécutions. Dans les années 1950, un petit sanctuaire est créé, mais il est détruit en 1982 par le gouvernement au nom de la préservation de l’unité culturelle du pays, et sa reconstruction pour un temps interdite.
La paroisse de Haemi est fondée en 1985,. Les restes des martyrs, qui avaient été déplacés à la cathédrale de Seosan en 1935, sont ramenés sur place le 20 septembre 1995. Une collecte de fonds a lieu à partir de 1999, et le sanctuaire est inauguré en août 2000,, avec une chapelle achevée le 17 juin 2003.

### Reconnaissance

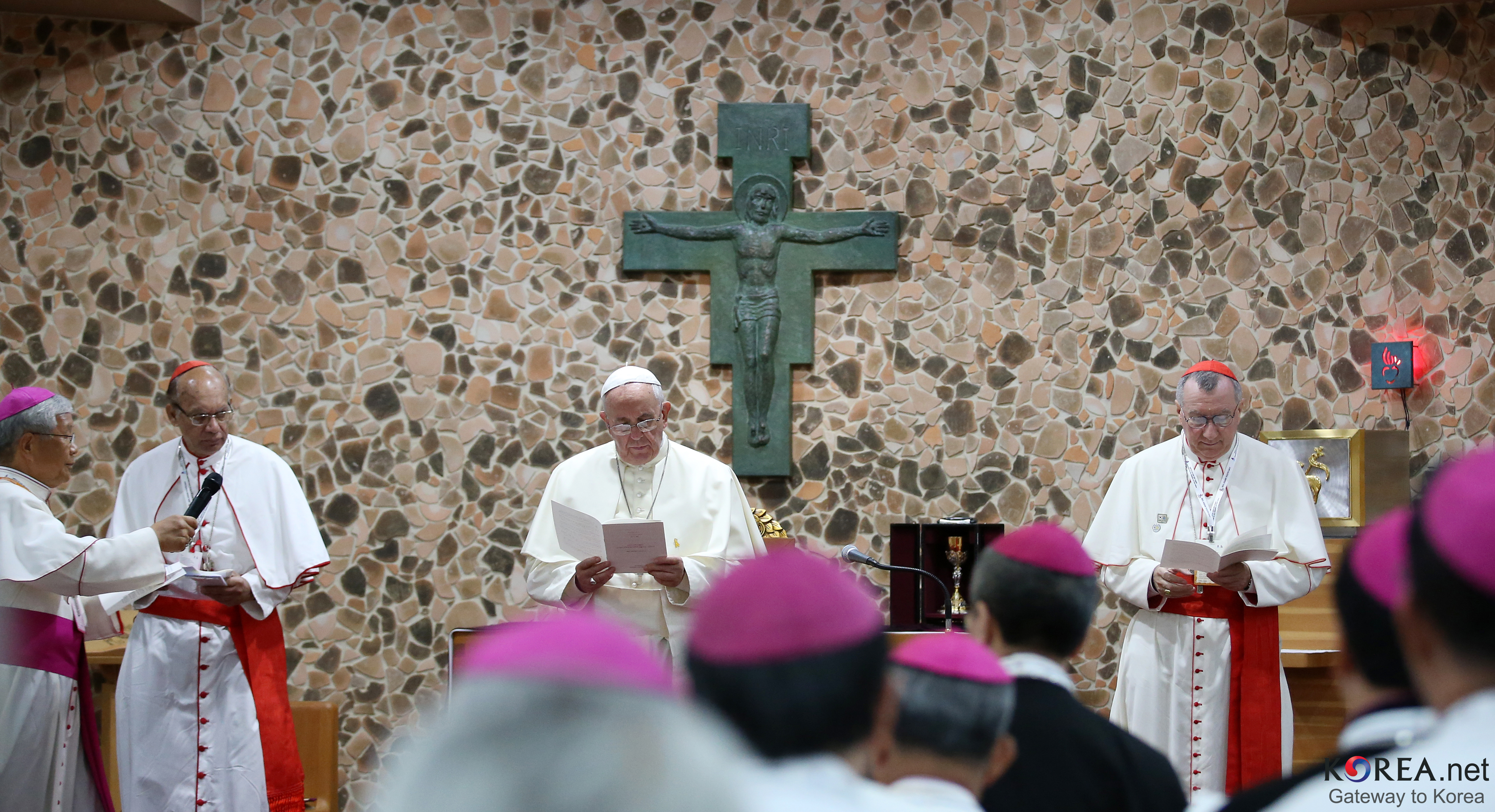
Le pape François au sanctuaire du Martyre de Haemi en 2014.

Le pape François se rend en Corée du Sud pour l’Année de la foi en 2014 — visite à l’occasion de laquelle sont notamment créés les Sentiers du pèlerinage catholique de Séoul. Le 16 août, il reconnait 124 martyrs coréens comme bienheureux, dont trois morts à Haemi. Le lendemain, il se rend sur le lieu du sanctuaire.
Le site est reconnu sanctuaire international par le Saint-Siège depuis le premier dimanche de l’Avent 2020, le 29 novembre,. L’annonce est rendue publique plus tard, le 1er mars 2021. Il s’agit du second site coréen ainsi reconnu après les Sentiers du pèlerinage catholique de Séoul, qui ont le statut depuis 2018.